# Lomtjärnen (Brattfors socken, Värmland)
Lomtjärnen är en sjö i Filipstads kommun i Värmland och ingår i Göta älvs huvudavrinningsområde.